# Ada Połomska
Ada Połomska, właśc. Ada Zilbersztajn (zm. latem 1942) – polska i żydowska aktorka teatralna, spikerka radiowa, recytatorka i tancerka.

## Życiorys
Około 1935 roku zadebiutowała na scenie Teatru Nowego w Kaliszu, którego dyrektorem był Jan Otrembski. Od 1936 roku do wybuchu II wojny światowej występowała w Teatrze Miejskim w Łodzi. Uznawana była za jedną z najzdolniejszych uczennic Leona Schillera. Wystąpiła m.in. w Nie-boskiej komedii w roli Orcia, rola ta przyniosła jej uznanie krytyków, m.in. Jerzego Jurandota i Stefana Essmanowskiego oraz w sztuce Tajny agent. Występowała także jako recytatorka i reżyserka podczas kameralnych spotkań artystycznych oraz charytatywnych. Współpracowała także z rozgłośnią Polskiego Radia w Łodzi, występowała jako spikerka radiowa oraz aktorka w słuchowiskach.
Po wybuchu wojny przebywała pod okupacją radziecką, występowała w zespole Teatru Polskiego Białorusi Zachodniej Aleksandra Węgierki. Z teatrem występowała początkowo w Grodnie, a następnie w Białymstoku. Po likwidacji teatru w 1941 roku, wraz z grupą innych artystów przedostała się do getta warszawskiego. Podczas pobytu w ZSRR zawarła związek małżeński, jej mąż zginął w wyniku morderstwa.
Mieszkała na terenie tzw. małego getta. W getcie została jedną z czołowych aktorek teatru „Femina” prowadzonego przez Jerzego Jurandota. Była odtwórczynią i pierwowzorem głównej bohaterki komedii muzycznej Miłości szuka mieszkania Jurandota, wystawianej przez teatr. Prowadziła również zajęcia teatralne dla dzieci w szkole przy ulicy Gęsiej 8/10.
Zginęła najprawdopobniej podczas akcji deportacyjnej w lecie 1942 roku.